# Casas del Señor
Casas del Señor (en valenciano y cooficialmente, Les Cases del Senyor) es una pedanía del término municipal de Monóvar, en la comarca del Medio Vinalopó (Alicante, España).
Está situado a la vertiente septentrional de la Sierra del Coto rodeado por el Monte Coto. 
A Casas del Señor pertenecen varias aldeas y caseríos minúsculos repartidos por los campos de los alrededores.

## Localización
Está ubicada entre las localidades de Monóvar y Pinoso. Se encuentra a 54 km de Alicante aproximadamente.

## Demografía
Según datos obtenidos del INE del año 2023, la pedanía cuenta con 230 habitantes.

## Edificios de interés y monumentos
Es remarcable el campanario de su parroquia (dedicada a la Virgen María del Remedio), así como el Acueducto de Casas del Señor, que salva la rambla y que atraviesa el pueblo, formado por seis arcos de medida irregular, está construido con piedra de sillería en seco.

## Fiestas
Fiestas en honor a la patrona, la Virgen del Remedio. (Segunda semana de agosto)
Los actos más relevantes son el volteo de campanas, la suelta de vaquillas en la Rambla, el pasacalles, los Gigantes y Cabezudos (Nanos i Gegants), el Vermú, la solemne Procesión de la Virgen del Remedio por las calles de Casas del Señor.